# Yanapaccha
El Yanapaccha (possiblement del quítxua yana negre, phaqcha cascada, "cascada negra") és una muntanya de la Serralada Blanca als Andes del Perú. S'alça fins als 5.460 msnm i es troba a la Regió d'Ancash, a la província de Yungay. El Yanapaccha es troba dins el Parc Nacional del Huascarán, al sud-oest del Chacraraju.
La primera ascensió del cim va tenir lloc el 23 de juny de 1954 per part d'expedició estatudinenca que també escalà per primera vegada el cim oest del Huandoy.